# Кровинківська сільська рада
Крови́нківська сільська́ ра́да — адміністративно-територіальна одиниця та орган місцевого самоврядування в Теребовлянському районі Тернопільської області. Адміністративний центр — село Кровинка.

## Загальні відомості
- Кровинківська сільська рада утворена в 1939 році.
- Територія ради: 2,542 км²
- Населення ради: 1 424 особи (станом на 2001 рік)
- Територією ради протікає річка Гнізна.

## Населені пункти
Сільській раді були підпорядковані населені пункти:
- с. Кровинка

## Склад ради
Рада складалася з 16 депутатів та голови.
- Голова ради: Луцків Орест Євстахович
- Секретар ради: Пасіка Тетяна Андріївна

### Керівний склад попередніх скликань
| Прізвище, ім'я, по батькові | Основні відомості                                                                                  | Дата обрання | Дата звільнення |
| --------------------------- | -------------------------------------------------------------------------------------------------- | ------------ | --------------- |
| Луцків Орест Євстахович     | Сільський голова, 1965 року народження, освіта вища, член Всеукраїнського об'єднання «Батьківщина» | 26.03.2006   | 31.10.2010      |
| Луцків Орест Євстахович     | Сільський голова, 1965 року народження, освіта вища, безпартійний                                  | 31.10.2010   |                 |

Примітка: таблиця складена за даними сайту Верховної Ради України

### Депутати
За результатами місцевих виборів 2010 року депутатами ради стали:

#### За суб'єктами висування
| Суб'єкт висування | Кількість обраних депутатів | %   |
| ----------------- | --------------------------- | --- |
| Самовисування     | 16                          | 100 |

#### За округами
| № округу | Прізвище, ім'я, по батькові    | Дата визнання обраним | Освіта             | Партійна приналежність | Відомості про обраного депутата                        |
| -------- | ------------------------------ | --------------------- | ------------------ | ---------------------- | ------------------------------------------------------ |
| 1        | Бліщ Галина Петрівна           | 01.11.2010            | середня спеціальна | позапартійна           | Кровинківський фельдшерсько-акушерський пункт, акушер  |
| 2        | Вітрук Марія Володимирівна     | 01.11.2010            | середня спеціальна | позапартійна           | Кровинківський дитсадок, завідувачка                   |
| 3        | Хвалибога Леся Павлівна        | 01.11.2010            | середня спеціальна | позапартійна           | приватний підприємець                                  |
| 4        | Бородяк Олег Романович         | 01.11.2010            | середня            | позапартійний          | тимчасово не працює                                    |
| 5        | Заставний Микола Богданович    | 01.11.2010            | середня спеціальна | позапартійний          | приватний підприємець                                  |
| 6        | Строєвус Ігор Володимирович    | 01.11.2010            | середня            | позапартійний          | приватний підприємець                                  |
| 7        | Видойник Андрій Анатолійович   | 01.11.2010            | середня спеціальна | позапартійний          | тимчасово не працює                                    |
| 8        | Куліковський Роман Андрійович  | 01.11.2010            | вища               | позапартійний          | тимчасово не працює                                    |
| 9        | Луцків Володимир Євстахович    | 01.11.2010            | середня            | позапартійний          | Приватне підприємство Кущик Ю. О., оператор АЗС        |
| 10       | Воробель Любов Степанівна      | 01.11.2010            | середня            | позапартійна           | пенсіонер                                              |
| 11       | Добрянська Ольга Володимирівна | 01.11.2010            | вища               | позапартійна           | Кровинківська сільська рада, головний бухгалтер        |
| 12       | Суханя Олексій Йосипович       | 01.11.2010            | середня            | позапартійний          | тимчасово не працює                                    |
| 13       | Кримська Ганна Петрівна        | 01.11.2010            | вища               | позапартійна           | Кровинківська загальноосвітня школа І-ІІІ ст., вчитель |
| 14       | Пасіка Тетяна Андріївна        | 01.11.2010            | середня спеціальна | позапартійна           | Кровинківська сільська рада, секретар                  |
| 15       | Пасічник Петро Олександрович   | 01.11.2010            | середня            | позапартійний          | Бережанський агротехнічний інститут, студент           |
| 16       | Лотиш Лілія Миколаївна         | 01.11.2010            | вища               | позапартійна           | УДК в Теребовлян-ському районі, спеціаліст             |